# Bruniaceae
Bruniaceae — родина кущів, поширених у Капському районі Південної Африки. Вони здебільшого обмежені Капською провінцією, але невелика кількість видів зустрічається в Квазулу-Наталь.

## Опис
Види, що належать до Bruniaceae, є вересоподібними кущами. У них малі, жорсткі, лускоподібні листки, які чергуються, але регулярно перекриваються. Особливою ознакою є тонкий чорний кінчик листя, коли воно молоде. Суцвіття — щільний колос чи куляста головка з до 400 квітками на кінці стебел. Окремі квітки мають трубчасту форму і двостатеві, є п’ять чашолистків, які можуть бути вільними чи з’єднаними. У дозрілому вигляді плід сухий, відкривається двома або чотирма стулками і містить м'ясисте насіння.

## Таксономія
У таксономії APG II вони поміщені в порядок Lamiales, але дослідження 2008 року припустило, що вони є сестрами Columelliaceae, і веб-сайт про філогенію покритонасінних пропонує включити це відкриття, розмістивши обидві родини в порядку Bruniales.

## Роди
Існує дванадцять родів, що налічують 77 видів:
- Audouinia Brongn.
- Berzelia Brongn.
- Brunia Lam.
- Linconia L.
- Lonchostoma Wikstr.
- Mniothamnea (Oliv.) Nied.
- Nebelia Neck. ex Sweet
- Pseudobaeckea Nied.
- Raspalia Brongn.
- Staavia Dahl
- Thamnea Sol. ex Brongn.
- Tittmannia Brongn.